# NGC 3914
NGC 3914 (również PGC 37014 lub UGC 6809) – galaktyka spiralna z poprzeczką (SBb), znajdująca się w gwiazdozbiorze Panny. Odkrył ją William Herschel 13 kwietnia 1784 roku.